# Khalida Zahir
Khalida Zahir (Arabisch: خالدة زاه – Omdurman, 1927–2015), ook bekend als Khalda Zahir, was een van de twee allereerste vrouwelijke artsen in Soedan en tevens vrouwenrechtenactiviste.

## Biografie
Zahir werd geboren in Omdurman. Ze studeerde in 1952 af aan de Kitchener School of Medicine, de voorloper van de huidige Universiteit van Khartoem, samen met Z Serkisiani. Khalida en Serkisiani werden de eerste vrouwelijk artsen van het land.

## Carrière
Na haar afstuderen richtte Zahir een dokterspraktijk op, waar ze mensen met een laag of geen inkomen gratis behandelde. Enkele jaren later werd ze hoofd pediatrie op het Soedanese Ministerie van Gezondheid. Die rol behield ze tot aan haar pensioen in 1986. De organisatie zocht ondersteuning van de Britse autoriteiten en werd daarom aangemerkt als sociale organisatie, maar had desondanks een politieke insteek. Negen vrouwen werden meteen lid, maar de organisatie viel na twee jaar uit elkaar.

## Politiek activisme
Zahir was in 1947 het eerste vrouwelijk lid van de studentenvakbond en nam dat jaar namens de vakbond deel aan de vredesbesprekingen met Zuid-Soedan. In 1948 richtte ze de Young Women's Cultural Society op, samen met Fatima Talib. Dit was de eerste Soedanese vrouwenorganisatie die zich inzette voor betere betere scholing en gezondheid voor vrouwen. Ook werd sociale ondersteuning geboden.
In 1952 richtte Zahir samen met enkele andere vrouwen, onder wie Fatima Talib, Hajja Kashif Badri en Fatima Ahmed Ibrahim, de Sudanese Women's Union (SWU) op, een organisatie die opkwam voor vrouwenrechten, zoals kiesrecht en het recht om te mogen werken. In 1958 werd ze verkozen tot president-directeur van de organisatie.

## Privéleven
Zahir overleed in 2015.